# Episodi di Mythic Quest (quarta stagione)
La Quarta stagione della serie televisiva Mythic Quest è stata distribuita settimanalmente sulla piattaforma di video on demand Apple TV+ dal 29 gennaio 2025.
| n° | Titolo originale          | Titolo italiano                  | Pubblicazione    |
| -- | ------------------------- | -------------------------------- | ---------------- |
| 1  | Boundaries                | Confini                          | 29 gennaio 2025  |
| 2  | 1000%                     | 1000%                            | 29 gennaio 2025  |
| 3  | Breakthrough              | Scoperta                         | 5 febbraio 2025  |
| 4  | The Villain's Feast       | La Festa del Cattivo             | 12 febbraio 2025 |
| 5  | Second Skeleton           | Un altro Scheletro               | 19 febbraio 2025 |
| 6  | The Fish and the Whale    | Il pesce e la balena             | 26 febbraio 2025 |
| 7  | The Room Where It Happens | La stanza delle grandi decisioni | 5 marzo 2025     |
| 8  | Rebrand                   | Rebranding                       | 12 marzo 2025    |
| 9  | Telephone                 | Telefono                         | 19 marzo 2025    |
| 10 | Heaven and hell           | Paradiso e Inferno               | 26 marzo 2025    |